# 陂下村
陂下村位于中国江西省吉安市青原区富田镇，是中国历史文化名村。古名潭溪，始建于唐代。面积约1.5平方公里,400余户，1800多人口，97%的人口为胡姓。该村有省级文物保护单位2个。